# 梶原康司
梶原 康司（かじわら こうじ、1978年4月20日 - ）は、宮崎県東臼杵郡門川町出身の元プロ野球選手（内野手）。

## 来歴・人物

### プロ入り前
延岡学園高校から九州東海大学（現・東海大学九州キャンパス）へ進み2年の大学選手権では2回戦で本塁打、3年時も2回戦で本塁打を放ちベスト4まで進出したが石川雅規（青学大）に完投される。4年の同大会では同学年でこの年ドラフトの目玉であった山村路直（九州共立大）から3安打。3、4年は日米大学野球代表に選出、シドニー五輪の最終選考まで残った。大学通算18本塁打。2000年のドラフト8位で阪神タイガースに入団。

### プロ入り後
阪神時代には二軍で主力を張るも、一軍では結果を残せなかった。2004年オフに退団し、プロ野球選手としては現役を引退する。

### 社会人時代
松下電器では1年目から4番打者として活躍し、2005年の日本選手権優勝に貢献した。これらの活躍が評価され、元プロ選手としては丸尾英司（同）以来2人目となる社会人ベストナイン（一塁手部門）を獲得した。
2012年シーズンは2大大会に出場、特に第38回社会人野球日本選手権大会ではベスト4入りに貢献し、7年ぶり2回目となる社会人ベストナインを獲得、また年間記録として最多打点賞（25打点）を獲得した。2014年、NPBを退団した選手として初めて都市対抗野球大会10年連続出場表彰を受けた（NTT西日本、日本生命の補強として1回ずつ出場）。同年を持って、現役を引退した。引退後は、パナソニックに残り社業に就いた。
2015年11月30日にパナソニック野球部監督に就任することが発表された。
2018年4月13日に成績不振により監督解任が発表された。

## 詳細情報

### 年度別打撃成績
| 年 度     | 球 団     | 試 合 | 打 席 | 打 数 | 得 点 | 安 打 | 二 塁 打 | 三 塁 打 | 本 塁 打 | 塁 打 | 打 点 | 盗 塁 | 盗 塁 死 | 犠 打 | 犠 飛 | 四 球 | 敬 遠 | 死 球 | 三 振 | 併 殺 打 | 打 率 | 出 塁 率 | 長 打 率 | O P S |
| --------- | --------- | ----- | ----- | ----- | ----- | ----- | -------- | -------- | -------- | ----- | ----- | ----- | -------- | ----- | ----- | ----- | ----- | ----- | ----- | -------- | ----- | -------- | -------- | ----- |
| 2002      | 阪神      | 4     | 3     | 3     | 1     | 0     | 0        | 0        | 0        | 0     | 0     | 0     | 0        | 0     | 0     | 0     | 0     | 0     | 2     | 0        | .000  | .000     | .000     | .000  |
| 通算：1年 | 通算：1年 | 4     | 3     | 3     | 1     | 0     | 0        | 0        | 0        | 0     | 0     | 0     | 0        | 0     | 0     | 0     | 0     | 0     | 2     | 0        | .000  | .000     | .000     | .000  |

### 記録
- 初出場：2002年8月10日、対中日ドラゴンズ19回戦（ナゴヤドーム）、7回表に矢野輝弘の代走で出場
- 初先発出場：2002年8月13日、対横浜ベイスターズ22回戦（札幌ドーム）、6番・一塁手で先発出場

### 背番号
- 61 （2001年 - 2004年）

## 主な表彰・タイトル
- 社会人ベストナイン　2回（2005年・一塁手、2012年・一塁手）
- 年間最多打点　1回（2012年）
- 都市対抗野球大会10年連続出場（2014年）